# Bustillo de Chaves
Bustillo de Chaves is een gemeente in de Spaanse provincie Valladolid in de regio Castilië en León met een oppervlakte van 21,90 km². Bustillo de Chaves telt 80 inwoners (1 januari 2016).

## Demografische ontwikkeling
Bron: INE, 1857-2011: volkstellingen
Opm.: In 1857 werd de gemeente Gordaliza de la Loma aangehecht